# Ludwig von Lottner
Ludwig von Lottner (* 21. Oktober 1821 in widersprüchliche Angaben: Augsburg oder München; † 26. Januar 1874 in Herrngiersdorf) war Mitglied des Deutschen Reichstags.

## Leben

### Karriere
Lottner war Gutsbesitzer in Herrngiersdorf. Er war Mitglied des bayerischen Landtags von 1855 bis 1861 für die Wahlbezirke Kelheim und Mallersdorf. 1871 bis 1874 war er Mitglied des Deutschen Reichstags, wo er für den Wahlkreis Niederbayern 6 (Kelheim) der Fraktion der Liberalen Reichspartei angehörte.

### Familie
Von Lottner heiratete Theresa, geb. Männer († 1889) und bekam mit ihr mindestens einen Sohn;
- Ludwig Josef Johann Baptist von Lottner (1872–1914), deutscher Kolonialoffizier